# Kabinett Rouvier II

Maurice Rouvier war 1887 sowie von 1905 bis 1906 Premierminister Frankreichs

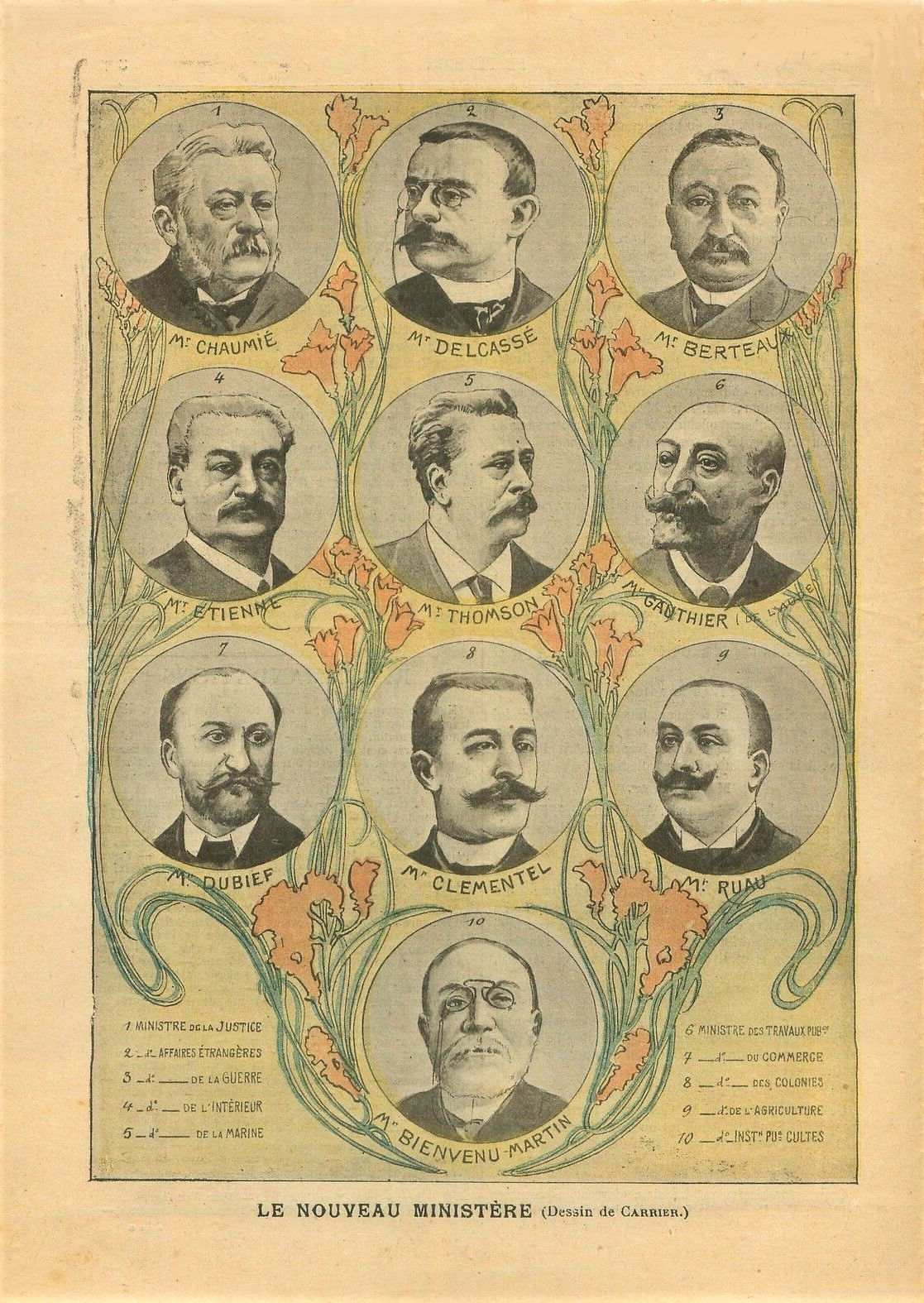
Kabinett Maurice Rouvier, Zeichnung Carrier (6. Februar 1905).

Das zweite Kabinett Rouvier war eine Regierung der Dritten Französischen Republik. Es wurde am 24. Januar 1905 nach der Ernennung von Präsidenten Émile Loubet von Premierminister (Président du Conseil) Maurice Rouvier gebildet und löste das Kabinett Combes ab. Es blieb bis zum 18. Februar 1906 im Amt.
Daraufhin bildete Rouvier am 18. Februar 1906 das Kabinett Rouvier III, das jedoch keine Veränderungen zum Kabinett Rouvier II aufwies. Das Kabinett Rouvier III befand sich bis zum 14. März 1906 im Amt und wurde daraufhin vom Kabinett Sarrien abgelöst.
Den Kabinetten gehörten eher liberale und bürgerliche Parteien an: Alliance démocratique (ARD), Parti républicain, radical et radical-socialiste (PRRRS) und Radical indépendant (RI).

## Kabinett
Dem Kabinett gehörten folgende Minister an:
| Amt                                                              | Name                               | Partei    | Beginn der Amtszeit               | Ende der Amtszeit               |
| ---------------------------------------------------------------- | ---------------------------------- | --------- | --------------------------------- | ------------------------------- |
| Premierminister                                                  | Maurice Rouvier                    | ARD       | 24. Januar 1905                   | 14. März 1906                   |
| Außenminister                                                    | Théophile Delcassé Maurice Rouvier | RI ARD    | 24. Januar 1905 6. Juni 1905      | 6. Juni 1905 14. März 1906      |
| Kriegsminister                                                   | Maurice Berteaux Eugène Étienne    | PRRRS ARD | 24. Januar 1905 12. November 1905 | 12. November 1905 14. März 1906 |
| Innenminister                                                    | Eugène Étienne Fernand Dubief      | ARD PRRRS | 24. Januar 1905 12. November 1905 | 12. November 1905 14. März 1906 |
| Finanzminister                                                   | Maurice Rouvier Pierre Merlou      | ARD PRRRS | 24. Januar 1905 17. Juni 1905     | 17. Juni 1905 14. März 1906     |
| Siegelbewahrer und Justizminister                                | Joseph Chaumié                     | ARD       | 24. Januar 1905                   | 14. März 1906                   |
| Marineminister                                                   | Gaston Thomson                     | ARD       | 24. Januar 1905                   | 14. März 1906                   |
| Minister für öffentlichen Unterricht, Religion und schöne Künste | Jean-Baptiste Bienvenu-Martin      | PRRRS     | 24. Januar 1905                   | 14. März 1906                   |
| Minister für Landwirtschaft und Handel                           | Joseph Ruau                        | PRRRS     | 24. Januar 1905                   | 14. März 1906                   |
| Kolonialminister                                                 | Étienne Clémentel                  | PRRRS     | 24. Januar 1905                   | 14. März 1906                   |
| Minister für öffentliche Arbeiten                                | Armand Gauthier de l’Aude          | PRRRS     | 24. Januar 1905                   | 14. März 1906                   |
| Minister für Handel, Industrie, Post und Telegrafie              | Fernand Dubief Georges Trouillot   | PRRRS RI  | 24. Januar 1905 12. November 1905 | 12. November 1905 14. März 1906 |

### Unterstaatssekretäre
Dem Kabinett gehörten folgende Sous-secrétaires d’État an:
| Amt                                       | Name                      | Gruppe | Beginn der Amtszeit | Ende der Amtszeit |
| ----------------------------------------- | ------------------------- | ------ | ------------------- | ----------------- |
| Finanzministerium und Ratspräsidentschaft | Pierre Merlou             | PRRRS  | 24. Januar 1905     | 17. Juni 1905     |
| Schöne Künste                             | Étienne Dujardin-Beaumetz | RI     | 24. Januar 1905     | 14. März 1906     |
| Post und Telegraphie                      | Alexandre Bérard          | PRRRS  | 24. Januar 1905     | 14. März 1906     |

## Kabinettsumbildungen
- Am 6. Juni 1905 übernahm Premierminister Maurice Rouvier von Théophile Delcassé kommissarisch das Amt des Außenministers und bekleidete dieses Amt bis zum 14. März 1906.
- Am 17. Juni 1905 wurde Pierre Merlou Nachfolger von Premierminister Rouvier in der Funktion als Finanzminister und übte dieses Amt bis zum 14. März 1906 aus.
- Am 12. November 1905 wurde der bisherige Innenminister Eugène Étienne Nachfolger von Maurice Berteaux als Kriegsminister und bekleidete dieses Amt bis zum 14. März 1906. Nachfolger von Eugène Étienne als Innenminister wurde daraufhin der bisherige Minister für Post und Telegrafie sowie Minister für Handel und Industrie Fernand Dubief, der das Amt bis zum 14. März 1906 bekleidete. Nachfolger von Dubief als Minister für Post und Telegrafie sowie als Minister für Handel und Industrie wurde Georges Trouillot, der das Amt bis zum 14. März 1906 innehatte.

## Historische Einordnung

### Innenpolitik
Kriegsminister Berteaux brachte ein Gesetz ein, das den Militärdienst auf zwei Jahre verkürzte und gleichzeitig Befreiungen vom Militärdienst weitgehend abschaffte; das Gesetz wurde am 21. März 1905 nach dem Rücktritt Berteaux’ von der Abgeordnetenkammer angenommen.
Das Gesetz vom 22. April 1905 gewährte den Beamten Einblick in ihre Personalakten. Der Artikel 65 gilt bis heute.

« Alle Zivil- und Militärbeamten, Angestellten und Arbeiter aller öffentlichen Verwaltungen haben Anspruch auf persönliche und vertrauliche Mitteilung aller Notizen, Personalbögen und sonstigen Unterlagen, die ihre Akte bilden, bevor sie einer Disziplinarmaßnahme oder einer Versetzung von Amts wegen unterworfen werden oder bevor sie in ihrer Beförderung nach Dienstalter zurückgestellt werden. »

Das Gesetz vom 14. Juli 1905 über die Pflichtfürsorge für mittellose alte, gebrechliche und unheilbare Menschen wurde verabschiedet und die Commission centrale d'aide sociale nahm ihre Arbeit auf.
Streiks in Douarnenez (hier streikten die Sardinenarbeiterinnen) und Limoges (die Porzellan-, Schuh- und Filzarbeiter) verliefen zum Teil blutig; in Limoges wurde am 17. April 1905 der siebzehnjährige Porzellanarbeiter Camille Vardelle getötet. Im Mai streikten Polizeibeamte in Lyon wegen einer Erhöhung des Rentenalters auf 55 Jahre. Am 29. Juni 1905 erreichten die Minenarbeiter, dass sie nur noch acht Stunden pro Tag unter Tage arbeiten mussten.
Auf dem Congrès du Globe wurde am 25. April 1905 die Section française de l’Internationale ouvrière (SFIO) als Zusammenschluss verschiedener sozialistischer Parteien gegründet.
Am 31. Mai entgingen Präsident Loubet und der spanische König Alfons XIII. bei einem Parisbesuch einem Bombenanschlag an der Ecke Rue de Rohan und Rue de Rivoli. Siebzehn Personen wurden verletzt, der Täter wurde jedoch nie identifiziert.
Die Regierung Rouvier II setzte das Gesetz zur Trennung von Kirche und Staat (loi de séparation des Églises et de l'État) durch, das auch als Gesetz vom 9. Dezember 1905 bekannt ist. Dieses war noch von der Vorgängerregierung eingebracht worden und wurde von Aristide Briand als Berichterstatter vertreten. Ab dem 29. Dezember 1905 begann auf dieser Grundlage die Inventarisierung des kirchlichen Eigentums. Besonderen Widerstand rief ein Rundschreiben hervor, das die Öffnung der Tabernakel vorschrieb. Papst Pius X. kritisierte die Trennung von Kirche und Staat in seiner Enzyklika Vehementer nos am 11. Februar 1906 scharf.

### Außenpolitik
Der Petit Parisien enthüllte am 15. Februar die Affäre um das Fort Crampel in Ubangi Chari. Ein junger Kolonialbeamter auf Urlaub in Frankreich, Georges Toqué, wurde verhaftet und beschuldigt, den ehemaligen Häuptling Papka durch den Postenchef Fernand Gaud mit einer Dynamitpatrone im Anus hingerichtet zu haben. In den folgenden Tagen häuften sich in der Presse die Enthüllungen über die Übergriffe der Kolonialherren. Eine Inspektionsdelegation unter der Leitung von Pierre Savorgnan de Brazza wurde im April 1905 entsandt, um die Situation zu untersuchen; Brazza starb jedoch auf der Rückreise im September 1905 und sein vernichtender Bericht wurde nie veröffentlicht. Ubangi Chari wurde am 11. Februar 1906 zur Kolonie erklärt.
Die Erste Marokkokrise belastete das Verhältnis zwischen dem Deutschen Reich und Frankreich. Außenminister Delcassé trat zurück, weil er die Einberufung der Algeciras-Konferenz ablehnte. Die Konferenz fand von 16. Januar bis 7. April 1906 statt.
Am 12. Dezember 1905 veröffentlichte die Regierung ein Dektet, um den Sklavenhandel in den schwarzafrikanischen Kolonien einzudämmen.
Nach französischem Widerstand ratifizierte Russland den Vertrag von Björkö nicht.

### Kabinett Rouvier III
Nach der Neuwahl des Staatspräsidenten, bei der sich Armand Fallières durchsetzte, reichte Rouvier seinen Rücktritt ein; Fallières berief Rouvier aber umgehend wieder.
Während der Amtszeit des Kabinetts Rouvier III kam es zu Protesten von Katholiken gegen die Inventarisierung katholischen Eigentums. Diese sollte der Überführung des Besitzes aufgelöster Kongregationen in Staatshand dienen. In Champels, einem Dorf in der Gemeinde Monistrol-d'Allier kam es zu einer Schießerei: 150 mit Mistgabeln und Stöcken bewaffnete Demonstranten, die sich gegen die Inventuren stellten, griffen den Steuereinnehmer und drei Gendarmen an, die das Feuer eröffneten, wobei mehrere Personen verletzt wurden. Am 6. März 1906 kam es in der Gemeinde Boeschepe zu einer Auseinandersetzung, bei der ein Einwohner namens Géry Ghysel getötet wurde. Die Inventarisierungen wurden daraufhin ausgesetzt und die Regierung Rouvier III trat zurück.